# منغال
منغال (بالسنسكريتية: मङ्गल) و(بالإنجليزية: Mangala)‏، هو تجسيد، وكذلك اسم كوكب المريخ في الأدب الهندوسي. ويعرف أيضًا باسم لوهيتا (الأحمر)، وهو الإله المتبتل للغضب والعدوانية وكذلك الحرب. وهو ابن الإلهة بهوميوالإله فيشنو، وذلك بحسب ما تروي الفيشنوية. ولد عندما قام فيشنو برفعه من أعماق المياه البدئية في صورته الرمزية فراها. وهو واحد من النافاغرها، الكواكب التسعة.